# Neornithischia

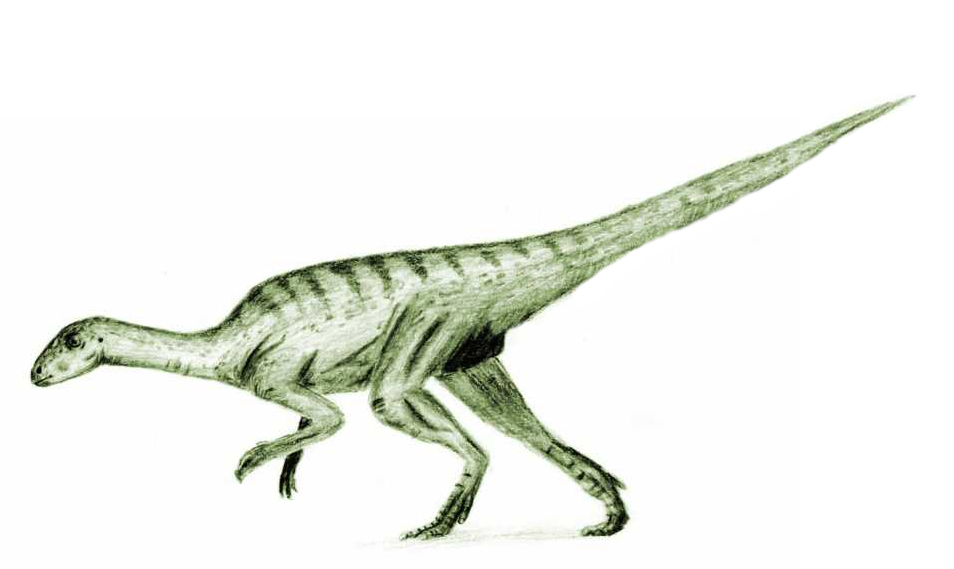
Kunstzinnige weergave van Agilisaurus, een mogelijke basale neornithischiër

De Neornithischia zijn een groep dinosauriërs behorend tot de Ornithischia.
In 1985 benoemde Cooper een klade Neornithischia voor die Genasauria die niet tot de Thyreophora behoren. Paul Sereno gebruikte in 1986 voor hetzelfde begrip de term Cerapoda. In 1998 begon Sereno de andere term te gebruiken, puur omdat het prioriteit had en gaf ook als eerste een definitie: alle Genasauria die nauwer verwant zijn aan Triceratops dan aan Ankylosaurus.
In 2005 verbeterde Sereno zijn definitie tot: de groep bestaande uit Triceratops horridus Marsh 1889 en Parasaurolophus walkeri Parks 1922 en alle soorten nauwer verwant aan Triceratops en Parasaurolophus dan aan Ankylosaurus magniventris Brown 1908. Mochten dus de Ceratopia en de Euornithopoda tegen alle verwachting in toch niet nauwer aan elkaar verwant zijn, wordt het begrip opzettelijk inhoudsloos.
De ironie wil dat de meeste literatuur Sereno's eigen term Cerapoda blijft gebruiken voor dit concept.
De Neornithischia bestaan uit plantenetende vormen uit alle werelddelen die leefden van het Hettangien, 197 miljoen jaar geleden, tot en met het Maastrichtien, 65 miljoen jaar geleden.